# Jimmy Douglas
James Edward Douglas  (12 de enero de 1898 en East Newark, Nueva Jersey – 5 de marzo de 1972 en Point Pleasant, Nueva Jersey) fue un futbolista estadounidense que jugó como arquero.

## Selección nacional
Fue miembro de la selección estadounidense con 9 partidos. Su primera aparición fue ante Estonia, partido perteneciente al torneo de fútbol de los Juegos Olímpicos de París 1924. Estados Unidos ganó 1-0 y Douglas fue el mejor de la cancha. Jugó la Copa Mundial de 1930 realizada en Uruguay. Disputó tres encuentros y terminó invicto en dos ocasiones (ante Bélgica y Paraguay). Después del mundial, jugó un amistoso frente a Brasil, siendo su última actuación con la selección nacional.

### Partidos e invictos internacionales
| Partidos e invictos internacionales | Partidos e invictos internacionales | Partidos e invictos internacionales     | Partidos e invictos internacionales | Partidos e invictos internacionales | Partidos e invictos internacionales | Partidos e invictos internacionales |
| #                                   | Fecha                               | Estadio                                 | Rival                               | Resultado                           | Competición                         | Invicto                             |
| ----------------------------------- | ----------------------------------- | --------------------------------------- | ----------------------------------- | ----------------------------------- | ----------------------------------- | ----------------------------------- |
| 1924                                |                                     |                                         |                                     |                                     |                                     |                                     |
| 1                                   | 25 de mayo                          | Stade Pershing, París                   | Estonia                             | 1 – 0                               | Juegos Olímpicos de París 1924      | 1 (1)                               |
| 2                                   | 29 de mayo                          | Stade Pershing, París                   | Uruguay                             | 0 – 3                               | Juegos Olímpicos de París 1924      |                                     |
| 3                                   | 10 de junio                         | Agrykola Stadium, Varsovia              | Polonia                             | 3 – 2                               | Amistoso                            |                                     |
| 4                                   | 16 de junio                         | Dalymount Park, Dublín                  | Irlanda                             | 1 – 3                               | Amistoso                            |                                     |
| 1925                                |                                     |                                         |                                     |                                     |                                     |                                     |
| 5                                   | 27 de junio                         | Montreal                                | Canadá                              | 0 – 1                               | Amistoso                            |                                     |
| 1930                                |                                     |                                         |                                     |                                     |                                     |                                     |
| 6                                   | 13 de julio                         | Estadio Parque Central, Montevideo      | Bélgica                             | 3 – 0                               | Copa Mundial de Fútbol de 1930      | 1 (2)                               |
| 7                                   | 17 de julio                         | Estadio Parque Central, Montevideo      | Paraguay                            | 3 – 0                               | Copa Mundial de Fútbol de 1930      | 1 (3)                               |
| 8                                   | 26 de julio                         | Estadio Centenario, Montevideo          | Argentina                           | 1 – 6                               | Copa Mundial de Fútbol de 1930      |                                     |
| 9                                   | 17 de agosto                        | Estádio das Laranjeiras, Río de Janeiro | Brasil                              | 3 – 4                               | Amistoso                            |                                     |

### Participaciones en Juegos Olímpicos
| Torneo                   | Sede  | Resultado        |
| ------------------------ | ----- | ---------------- |
| Juegos Olímpicos de 1924 | París | Octavos de final |

### Participaciones en Copas del Mundo
| Mundial                        | Sede    | Resultado    | PJ | Goles |
| ------------------------------ | ------- | ------------ | -- | ----- |
| Copa Mundial de Fútbol de 1930 | Uruguay | Tercer lugar | 3  | 0     |

## Clubes
| Club                    | País           | Año         |
| ----------------------- | -------------- | ----------- |
| Harrison F.C.           | Estados Unidos | 1922 - 1923 |
| Newark Skeeters         | Estados Unidos | 1923 - 1925 |
| New York Giants         | Estados Unidos | 1925 - 1927 |
| Fall River F.C.         | Estados Unidos | 1927 - 1928 |
| Philadelphia Field Club | Estados Unidos | 1928        |
| Brooklyn Wanderers      | Estados Unidos | 1928 - 1929 |
| Fall River F.C.         | Estados Unidos | 1929        |
| New York Nationals      | Estados Unidos | 1929 - 1930 |
| New York Giants         | Estados Unidos | 1930        |
| New York Americans      | Estados Unidos | 1931        |